# Жан Алфонс
Жан Алфонс (на френски: Jean Alfonse; на португалски: Joan Alfonso) е френски мореплавател и изследовател от португалски произход.

## Биография
Роден е около 1482 /1484 година в село Сангунг, Португалия. След като се жени за португалка постъпва на работа в португалския търговски флот и плава до Бразилия, Западна Африка, Мадагаскар и Азия. Известно време се подвизава като пират във водите на Карибско море, като ограбва испански търговски кораби. Към 1540 е вече известен щурман в морските среди.
През 1541 – 1542 участва като кормчия в третото плаване на Жак Картие и по негова заповед извършва първото изследване на вътрешните райони на Източна Канада (река Сагеней). Достига до езерото Сейнт Джон (Сен Жан, 48°40′ с. ш. 72°00′ з. д. / 48.666667° с. ш. 72° з. д.). Пак по заповед на Картие изследва южния бряг на п-ов Лабрадор, но в протока Бел Ил е спрян от ледове и обръща на юг. Плава до 42° с.ш. покрай източното крайбрежие на Северна Америка където открива големия залив Масачузетс.
През 1542 – 1543 предприема ново плаване до бреговете на Канада, като освен екипажът на корабите, който наброява около 200 души, на борда има няколко жени. След сравнително успешно зимуване по бреговете на река Сейнт Лорънс, при което от скорбут умират няколко души, през 1543 се завръща във Франция и една година по-късно умира в Ла Рошел.